# Würdigung der Weißen Rose

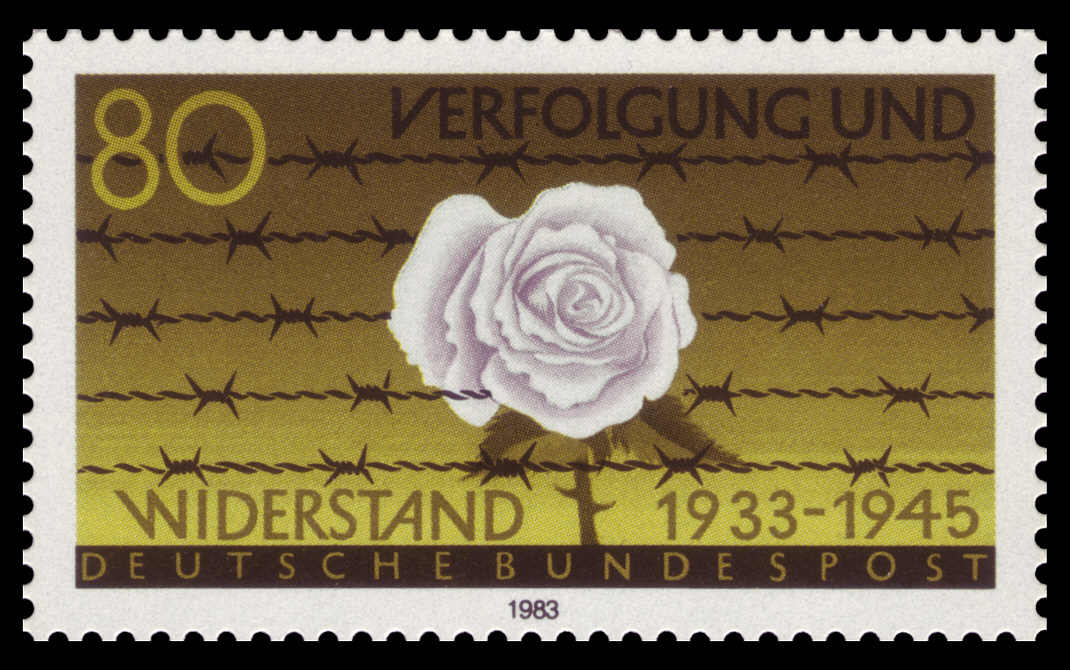
Verfolgung und Widerstand 1933–1945: Westdeutsche Briefmarke von 1983 mit einer weißen Rose

Die Würdigung der Weißen Rose ist sehr vielseitig. Sie umfasst unter anderem das Gedenken mittels Denkmälern und Ausstellungen, die Arbeit der Weiße Rose Stiftung und des Weisse Rose Instituts, die Ehrung durch Benennungen und die kulturelle Rezeption beispielsweise in Bühnenwerken und Filmen.

## Gedenkorte und Denkmale

### München

#### Bodendenkmal

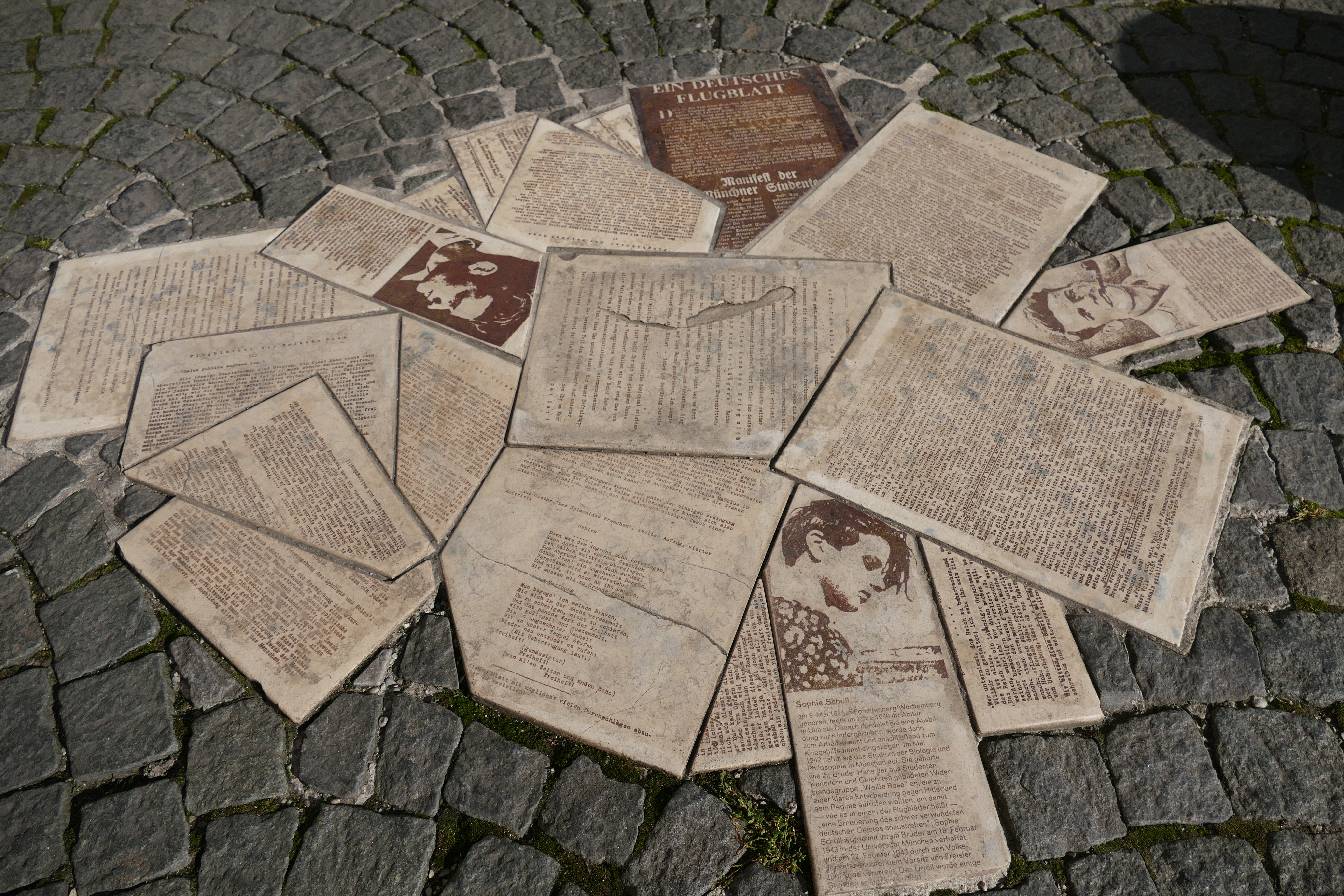
Mahnmal für die Weiße Rose vor dem Hauptgebäude der Ludwig-Maximilians-Universität München (Teilansicht). Mit Porträts von Sophie Scholl (unten), Hans Scholl (links), Christoph Probst (rechts).

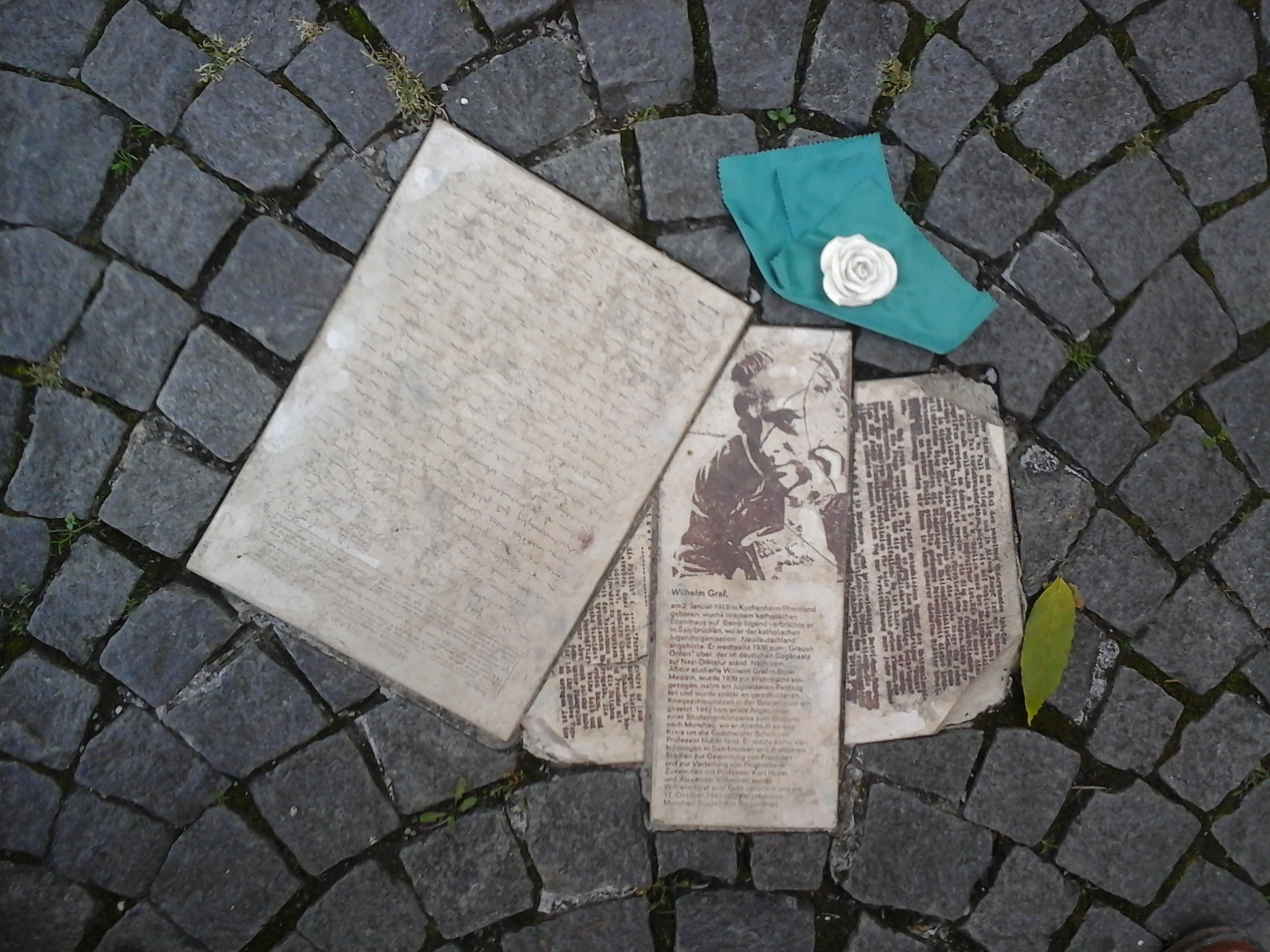
Teilansicht des Bodendenkmals, mit Porträt von Willi Graf

Seit 1988 erinnert vor dem Hauptgebäude der Ludwig-Maximilians-Universität München (LMU) ein bekanntes Bodendenkmal an die Weiße Rose. Das Mahnmal am Geschwister-Scholl-Platz wurde von dem Bildhauer Robert Schmidt-Matt geschaffen. Es zeigt Flugblätter der Weißen Rose als in den Boden eingelassene Nachbildungen aus Keramik. Mit den Flugblättern vermischt sind weitere Motive wie Fotos und Beschreibungen der Widerstandskämpfer, Gerichtsurteile und Briefe.
Die nachgebildeten Dokumente sind in größeren und kleineren Gruppen, teils auch als Einzelstücke, auf dem Bodenpflaster angeordnet. Die verstreute Anordnung auf dem Boden erinnert an die letzte Widerstandsaktion der Weißen Rose. Diese endete damit, dass Flugblätter aus dem zweiten Stock in den Lichthof des Gebäudes fielen, wo sie dann verstreut am Boden lagen.
Ein großer Teil der Platten wurde im April 2006 von Unbekannten gestohlen. Robert Schmidt-Matt verlegte neue Platten, die im November 2006 eingeweiht wurden.

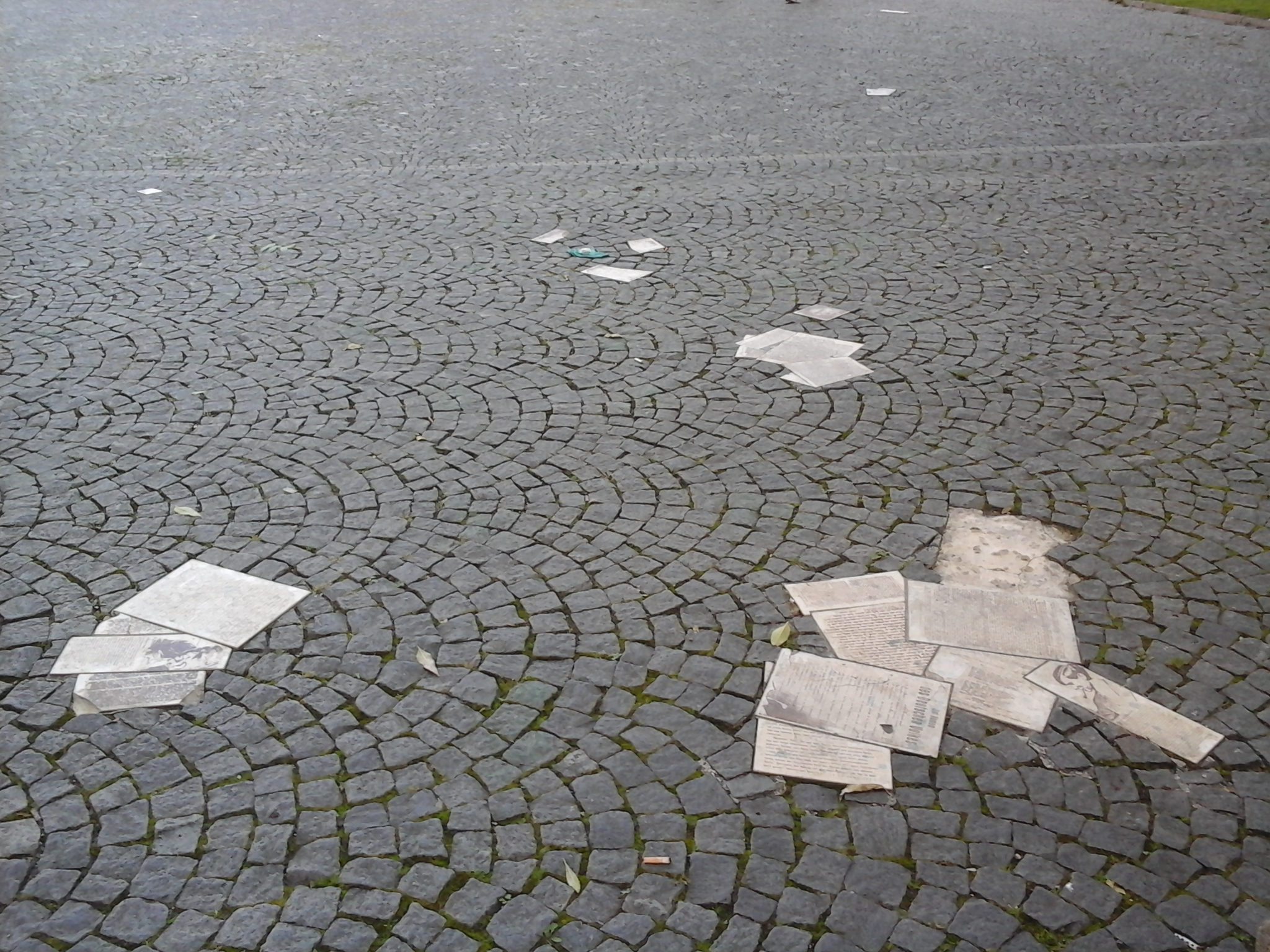
Blick auf Teile des Bodendenkmals
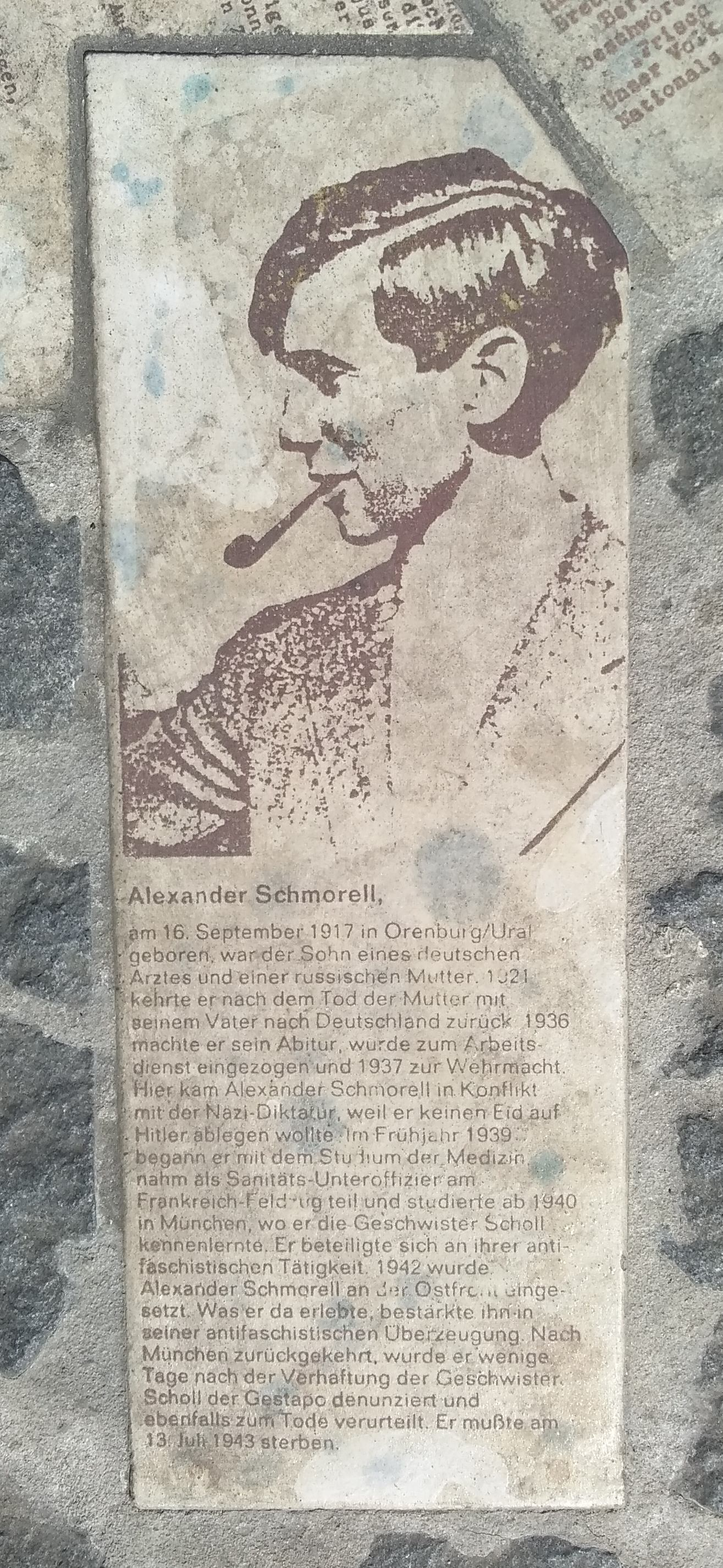
Detail: Alexander Schmorell

#### Lichthof

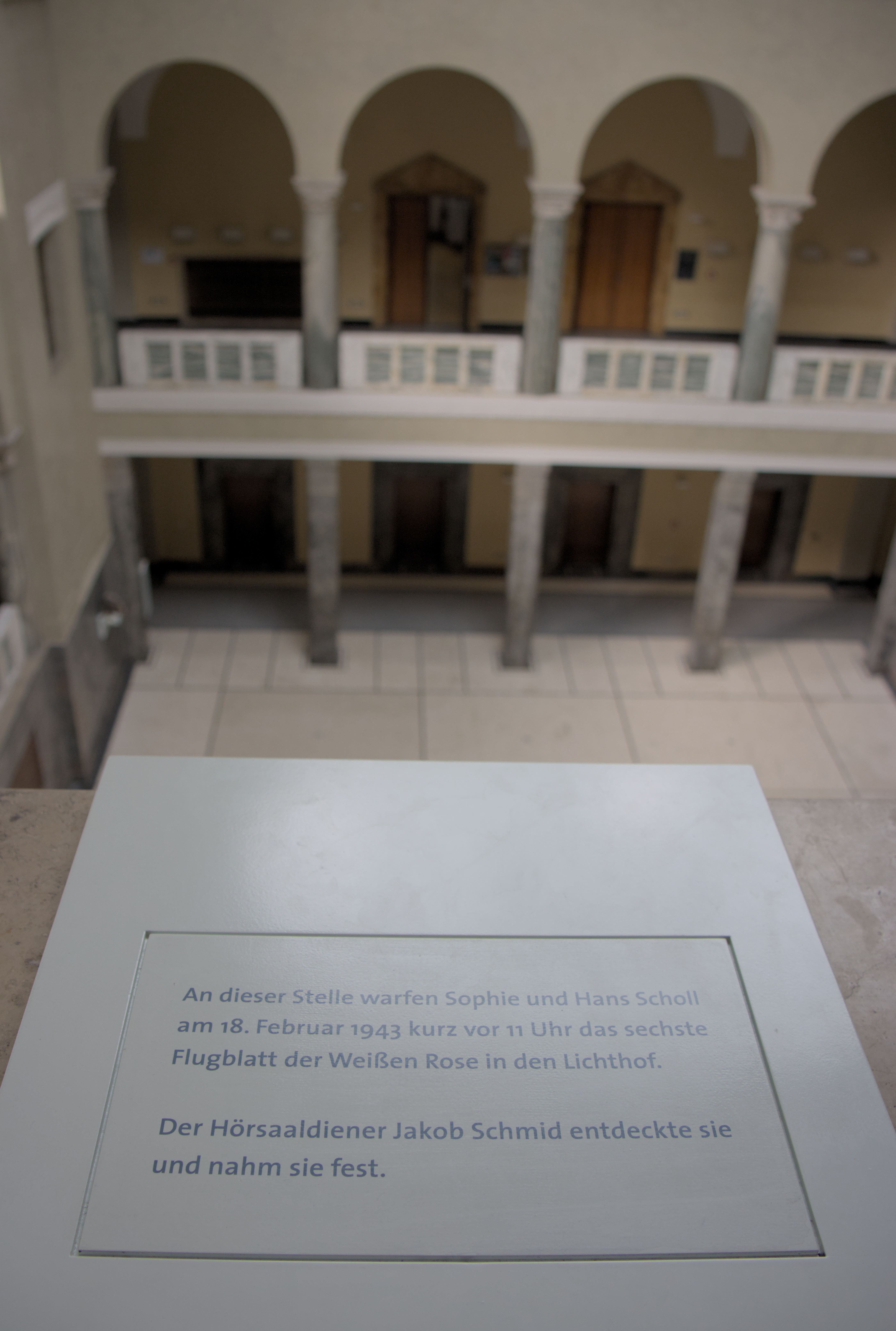
Kennzeichnung des Ortes, von dem Flugblätter in den Lichthof fielen (seit 2025)

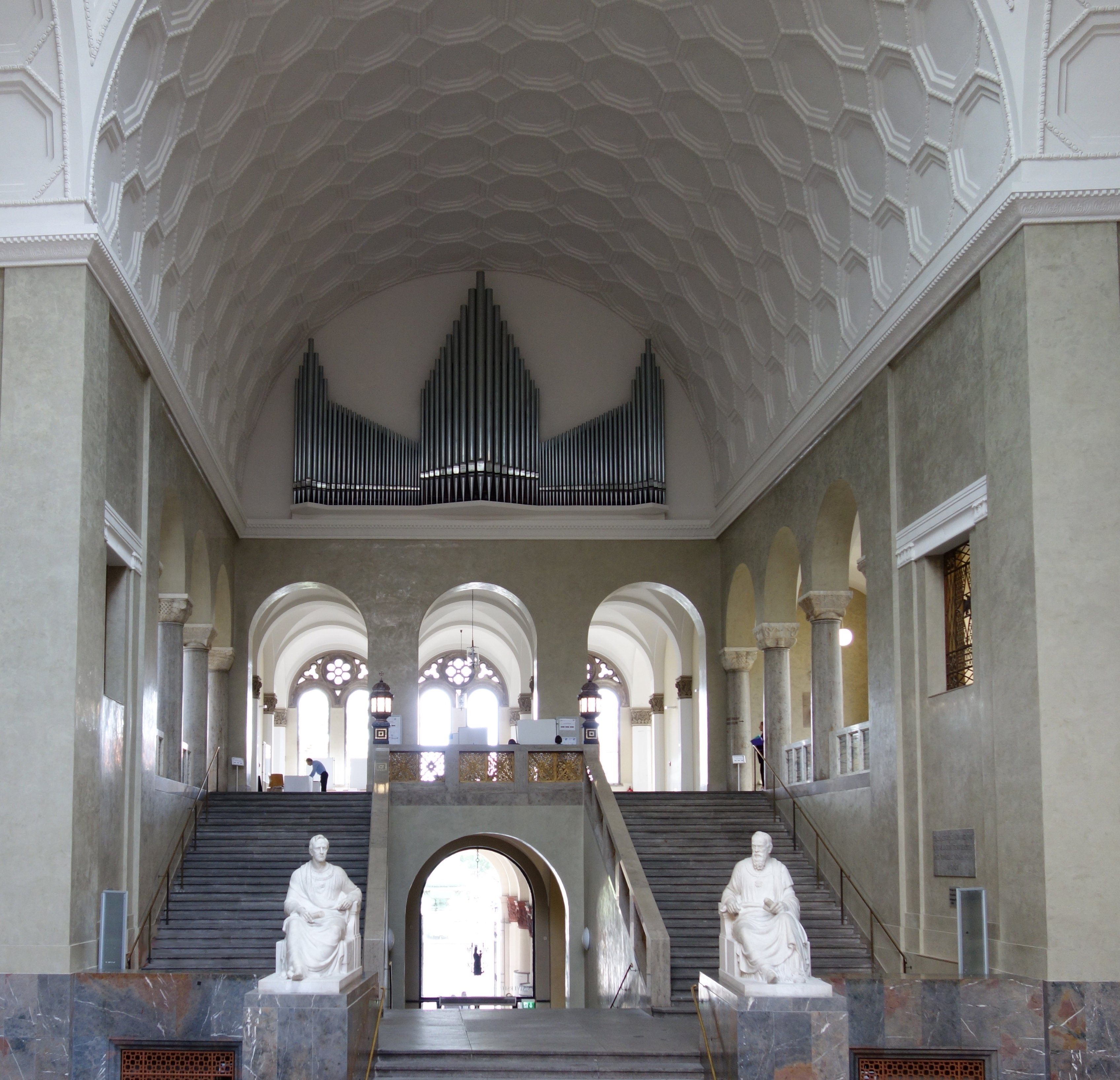
Östlicher Gewölbeflügel des Lichthofs, oben die Pfeifen der Weiße-Rose-Orgel

Der Lichthof des Hauptgebäudes der Universität repräsentiert in besonderem Maß das Schicksal der Weißen Rose. Am 18. Februar 1943 verteilten die Geschwister Scholl Flugblätter in den Gängen des Gebäudes. Zuletzt stieß Sophie Scholl einen Stapel Flugblätter von einer Balustrade im zweiten Stock in den Lichthof. Diese spontane Handlung führte zur Verhaftung der Geschwister Scholl. In der Folge wurden sie und weitere Mitglieder hingerichtet.
Eine Tafel erinnert heute an den Ort, von dem Flugblätter in den Lichthof fielen (siehe Bild rechts). Auf der Tafel wird das Hinabwerfen der Flugblätter beiden Geschwistern Scholl zugeschrieben. Die Erinnerungstafel wurde im Februar 2025 von LMU-Präsident Bernd Huber und Hildegard Kronawitter enthüllt.
Ganz in der Nähe erinnert eine 1946 von Theodor Georgii geschaffene Gedenktafel mit lateinischer Inschrift an die sieben hingerichteten Mitglieder der Weißen Rose (siehe Bild unten). Zu diesen wird hier, außer den sonst zumeist genannten sechs Mitgliedern, auch Hans Leipelt gerechnet. Er setzte zusammen mit Marie-Luise Jahn die Arbeit der Weißen Rose fort, als die Geschwister Scholl und Christoph Probst hingerichtet worden waren.
Im Erdgeschoss erinnert zudem ein Bronzerelief, kombiniert mit dem Motiv der weißen Rose, an diese sieben Mitglieder (siehe Bild unten). Ihre Namen sind unter dem Relief in die Wand gemeißelt. Das Denkmal wurde von Lothar Dietz geschaffen und 1958 enthüllt.
Im Jahr 1960 wurde im östlichen Gewölbeflügel am Lichthof die Weiße-Rose-Orgel installiert. Die Orgel wurde 1961 im Rahmen einer Gedenkfeier für die Weiße Rose eingeweiht. Zwischenzeitlich wurde sie vernachlässigt und war lange nicht mehr spielbar. In den Jahren 2012/13 wurde sie vollständig renoviert und modernisiert. Am 18. Februar 2014 fand ein Weiße-Rose-Gedenkkonzert im Lichthof statt: Musik auf der Weiße-Rose-Orgel verbunden mit Lesungen von Texten, die an die Weiße Rose erinnern. Seit 2016 finden diese Konzerte jährlich im Februar statt.
Im Jahr 2003 schuf Nicolai Tregor eine Bronze-Büste von Sophie Scholl. Die Büste wurde im Jahr 2005 in der nordwestlichen Ecke aufgestellt und von Julia Jentsch enthüllt. Außer den beiden viel älteren Sitzfiguren von König Ludwig I. und Prinzregent Luitpold (vgl. Bild rechts) befinden sich sonst keine Personendenkmäler im Lichthof.

Ehrung von sieben hingerichteten Mitgliedern der Weißen Rose
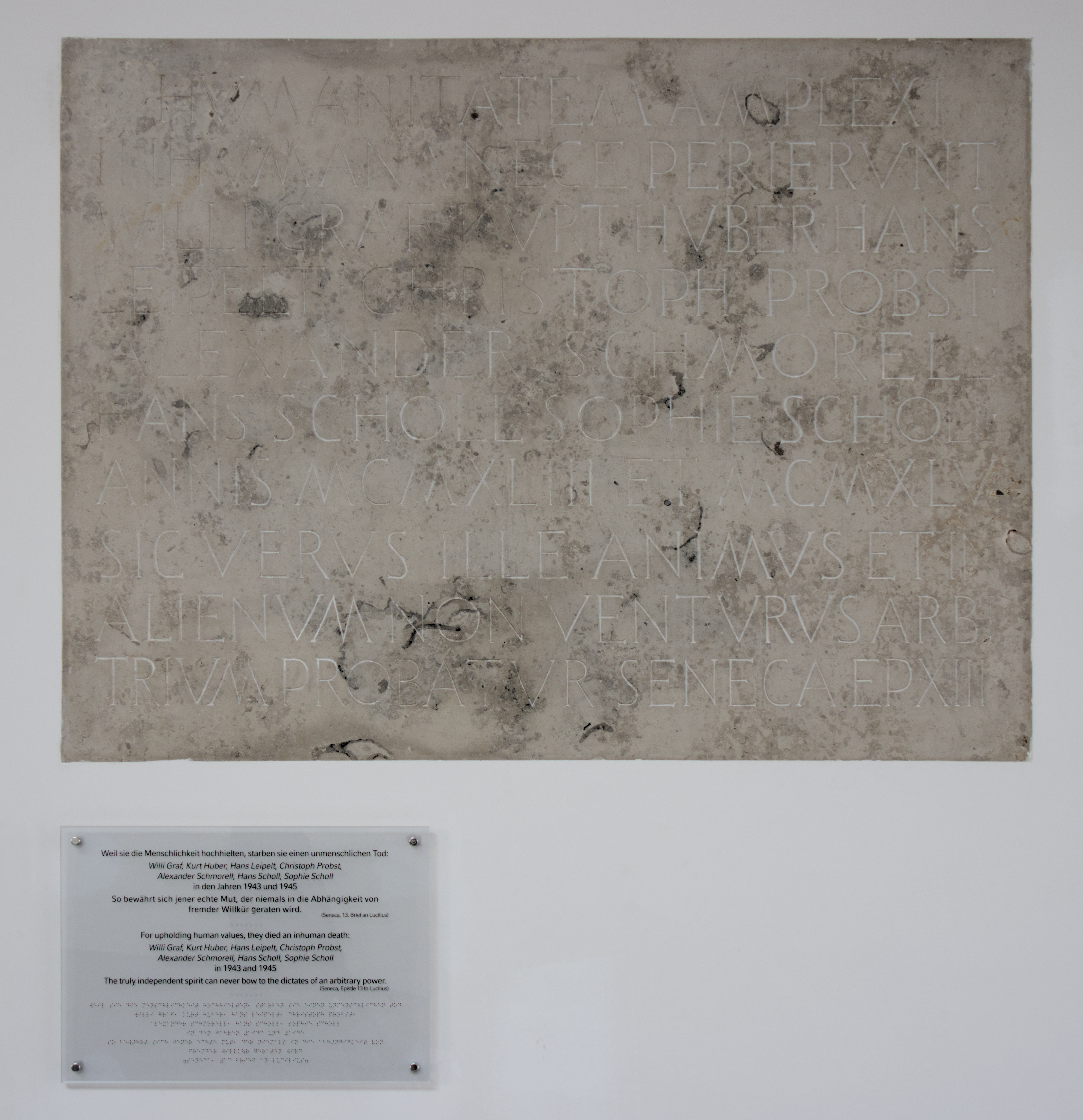
Gedenktafel im Lichthof, 2. Stock
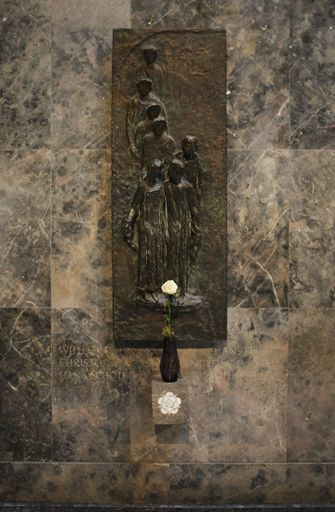
Bronzerelief nahe dem Lichthof, Erdgeschoss

#### DenkStätte Weiße Rose
In Nachbarschaft zum Lichthof befindet sich die DenkStätte Weiße Rose. Der Ausstellungsraum wurde von der Weiße Rose Stiftung in Kooperation mit der Universität im Jahr 1997 geschaffen. Die aktuelle Dauerausstellung wurde im Februar 2017 eröffnet. Die Weiße Rose Stiftung bietet Führungen an.

#### Justizpalast

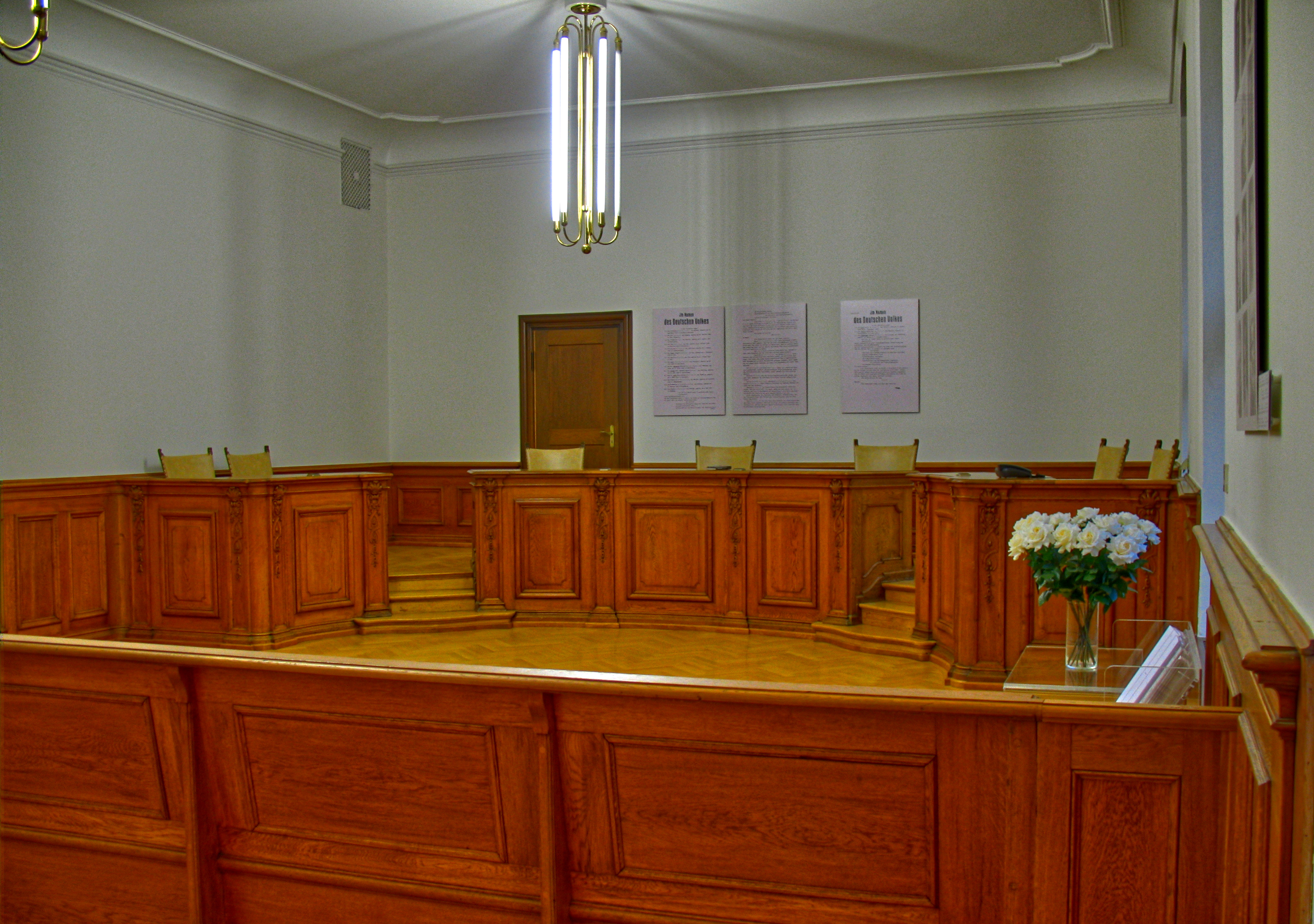
Weiße-Rose-Saal im Justizpalast (2008)

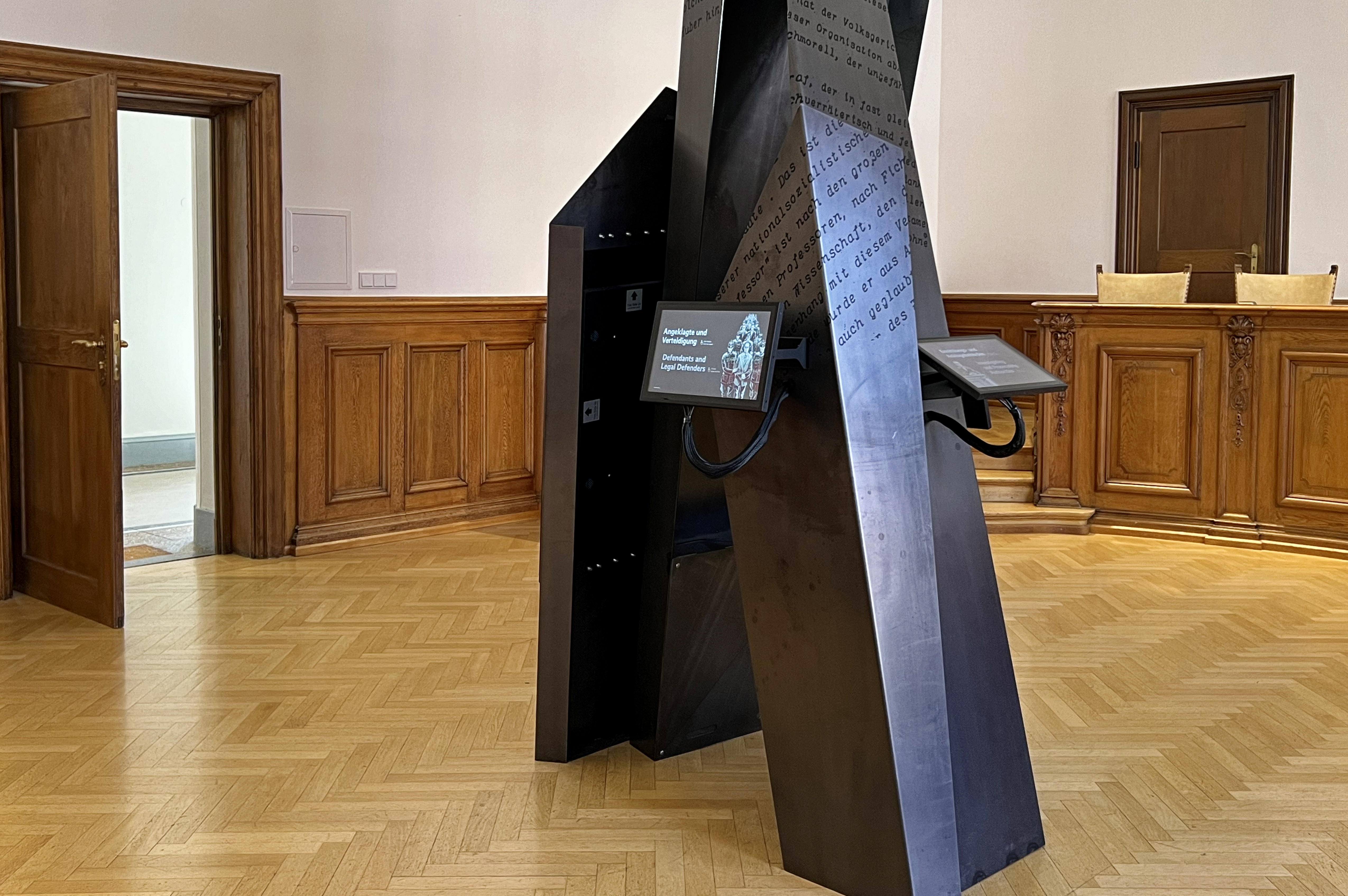
Installation im Weiße-Rose-Saal (2024)

Im Münchener Justizpalast fanden die beiden Weiße-Rose-Prozesse statt, in denen jeweils drei Mitglieder der Weißen Rose zum Tode verurteilt wurden. Der erste Prozess fand am 22. Februar 1943 im Schwurgerichtssaal statt, der zweite Prozess am 19. April 1943 im damaligen Sitzungssaal 216 (heute: Sitzungssaal 253).
Im Jahr 2007 wurde zum Gedenken an die Weiße Rose eine kleine Dauerausstellung im Sitzungssaal 253 eingerichtet, der seitdem „Weiße-Rose-Saal“ genannt wird. 
Im April 2023 wurde eine neue Dauerausstellung eröffnet. Die Ausstellung wurde damit thematisch und räumlich erweitert. Sie nimmt nicht nur die Weiße Rose in den Blick, sondern auch den Umgang der Justiz mit den Widerstandskämpfern. Räumlich werden auch die Gänge im zweiten Stock genutzt. Anlässlich der Eröffnung der neuen Ausstellung veröffentlichte das Bayerische Staatsministerium der Justiz eine Gedenkschrift zu den Weiße-Rose-Prozessen.

Bilder aus der Dauerausstellung im Justizpalast (2024)
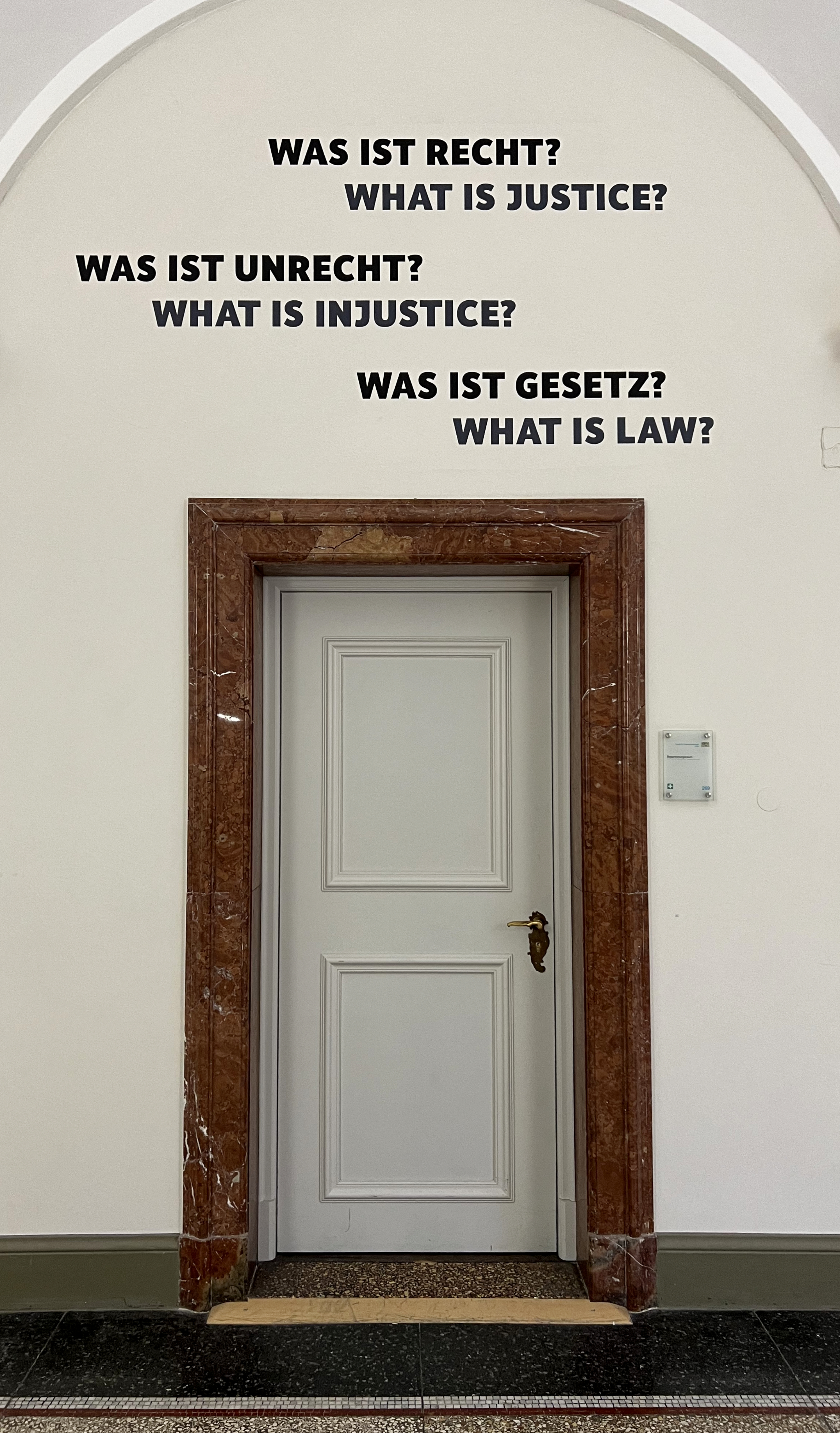
Fragen über einer Tür
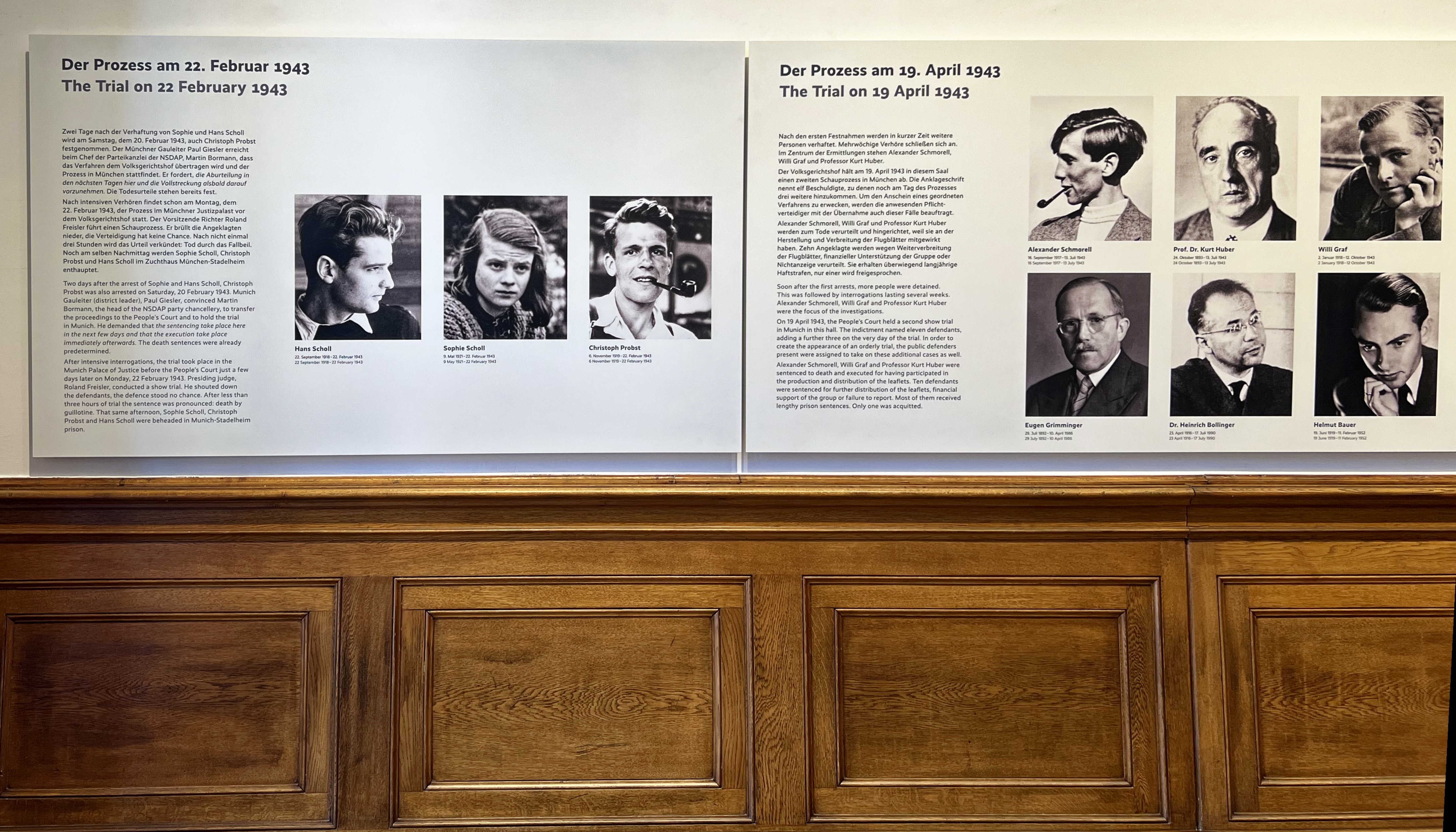
Erläuterung zu den beiden Weiße-Rose-Prozessen

#### Friedhof am Perlacher Forst
Auf dem Friedhof am Perlacher Forst sind die Geschwister Scholl und Christoph Probst in einer gemeinsamen Grabanlage bestattet. Auch die Eltern der Geschwister Scholl und die Mutter von Christoph Probst ruhen in dieser Grabanlage.
In einem anderen Grab auf dem Friedhof ist Alexander Schmorell mit seinem Vater und seiner Stiefmutter bestattet. Auch Marie-Luise Schultze-Jahn fand auf diesem Friedhof ihre letzte Ruhestätte.

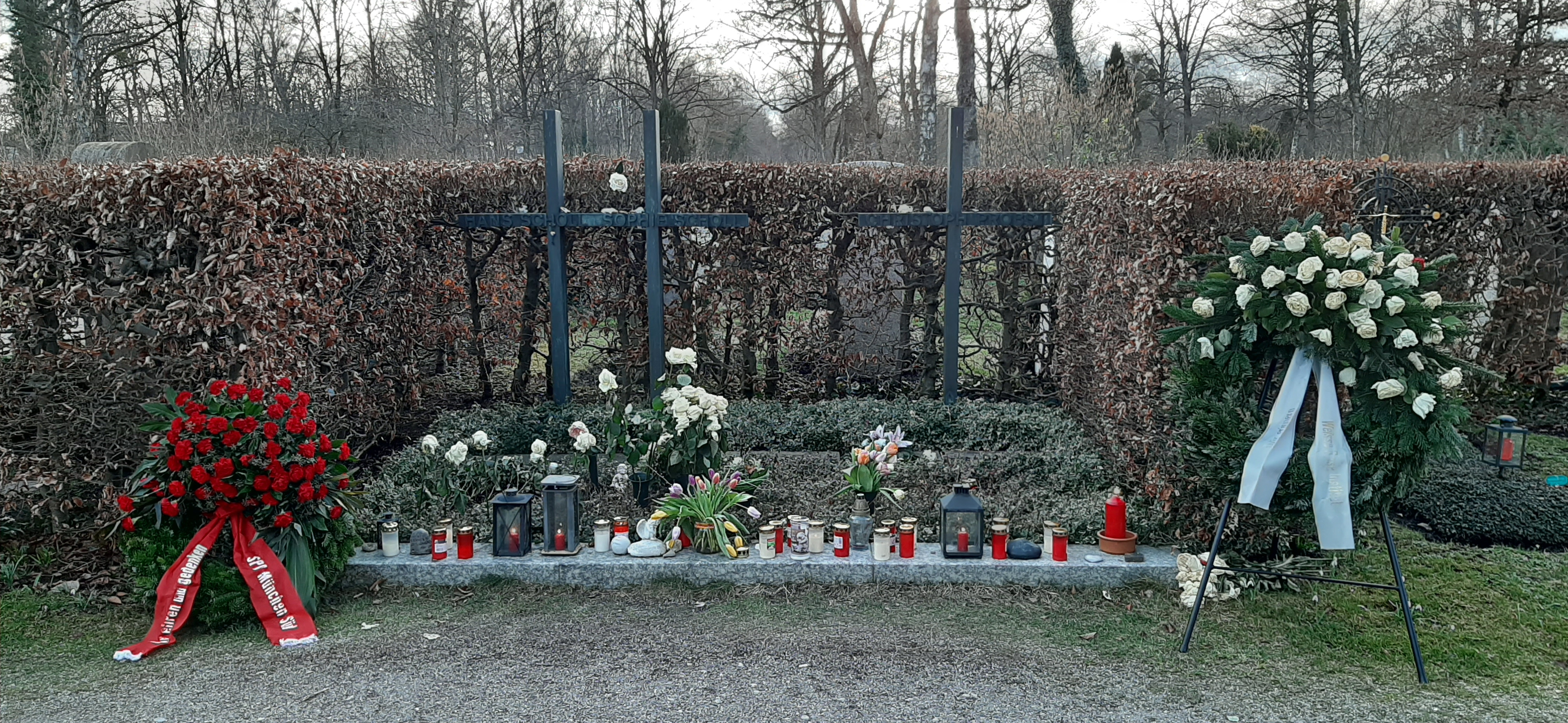
Grabstätte der Geschwister Scholl und ihrer Eltern sowie von Christoph Probst und seiner Mutter
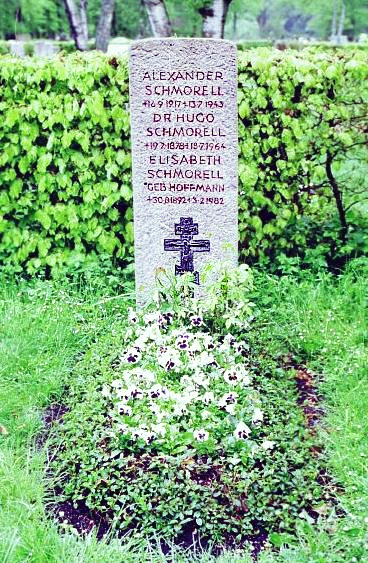
Grab der Familie Schmorell

#### Weiße-Rose-Zaun

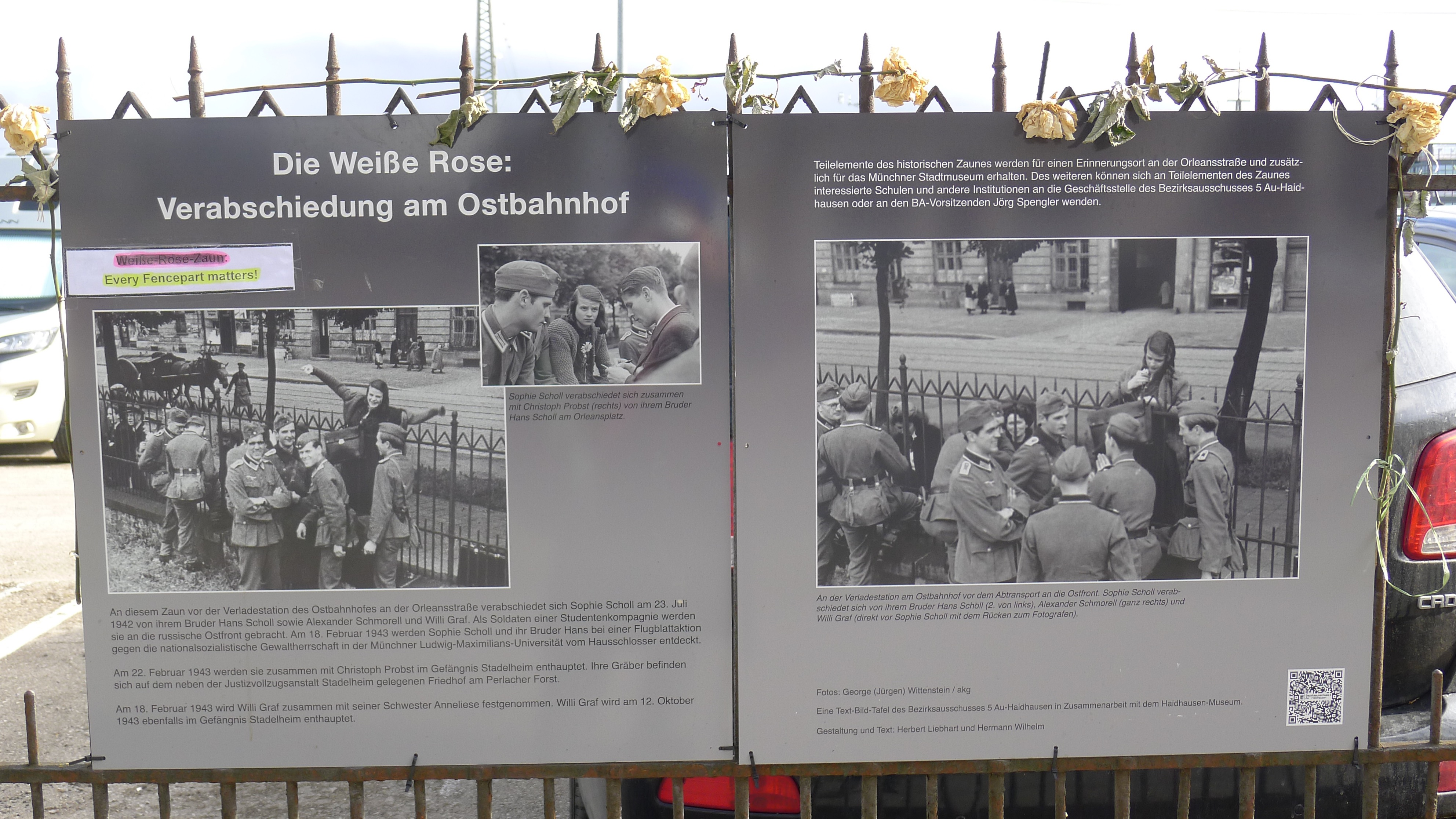
Plakat am ehemaligen Weiße-Rose-Zaun (Februar 2022). Die beiden größeren Fotos zeigen, wie Sophie Scholl am 23. Juli 1942 an diesem Zaun Abschied von ihrem Bruder Hans und seinen Freunden nahm. Das kleinere Foto zeigt Sophie Scholl zwischen Hans Scholl (links) und Christoph Probst.

Der sogenannte Weiße-Rose-Zaun am Ostbahnhof war bis 2024 ein weiterer Erinnerungsort in München. Am 23. Juli 1942 entstanden mehrere Fotos, auf denen vier Mitglieder der Weißen Rose zusammen an diesem Metallzaun an der Orleansstraße zu sehen sind: Hans Scholl, Alexander Schmorell und Willi Graf in einer Gruppe sowie – allein auf der anderen Seite des Zauns – Sophie Scholl. Ein weiteres Foto, das unweit des Zauns aufgenommen wurde, ist das bekannteste Bildmotiv zur Weißen Rose. Es zeigt Sophie Scholl in der Mitte zwischen Hans Scholl und Christoph Probst, die beide nach unten blicken.
Der Anlass der Fotografien war, dass Hans Scholl und andere Medizinstudenten an die Ostfront reisen sollten, um dort als Sanitäter zu helfen. Sophie Scholl und Christoph Probst kamen zum Ostbahnhof, um sich von ihnen zu verabschieden. Die Fotos wurden von Jürgen Wittenstein aufgenommen, der ebenfalls zur Ostfront aufbrach.
Bereits seit 2003 gab es Protest gegen einen geplanten Abbau des Zauns. Im Jahr 2017 wurde bekannt, dass der Zaun wegen der geplanten Errichtung neuer Gebäudekomplexe bald abgerissen werden soll. Unter anderem der Bezirksausschuss Au-Haidhausen setzte sich nun für den Erhalt des Zauns als „Originalschauplatz von historischer Bedeutung“ ein. Der Weiße-Rose-Zaun wurde jedoch abgetragen und vorläufig eingelagert. Ende 2024 wurde das letzte Teilstück entfernt.
Eine zweiteilige Gedenktafel am Haus Orleansstraße 61 zeigt eines der Fotos. Auf dem historischen Foto ist das Erdgeschoss dieses Gebäudes im Hintergrund zu sehen.

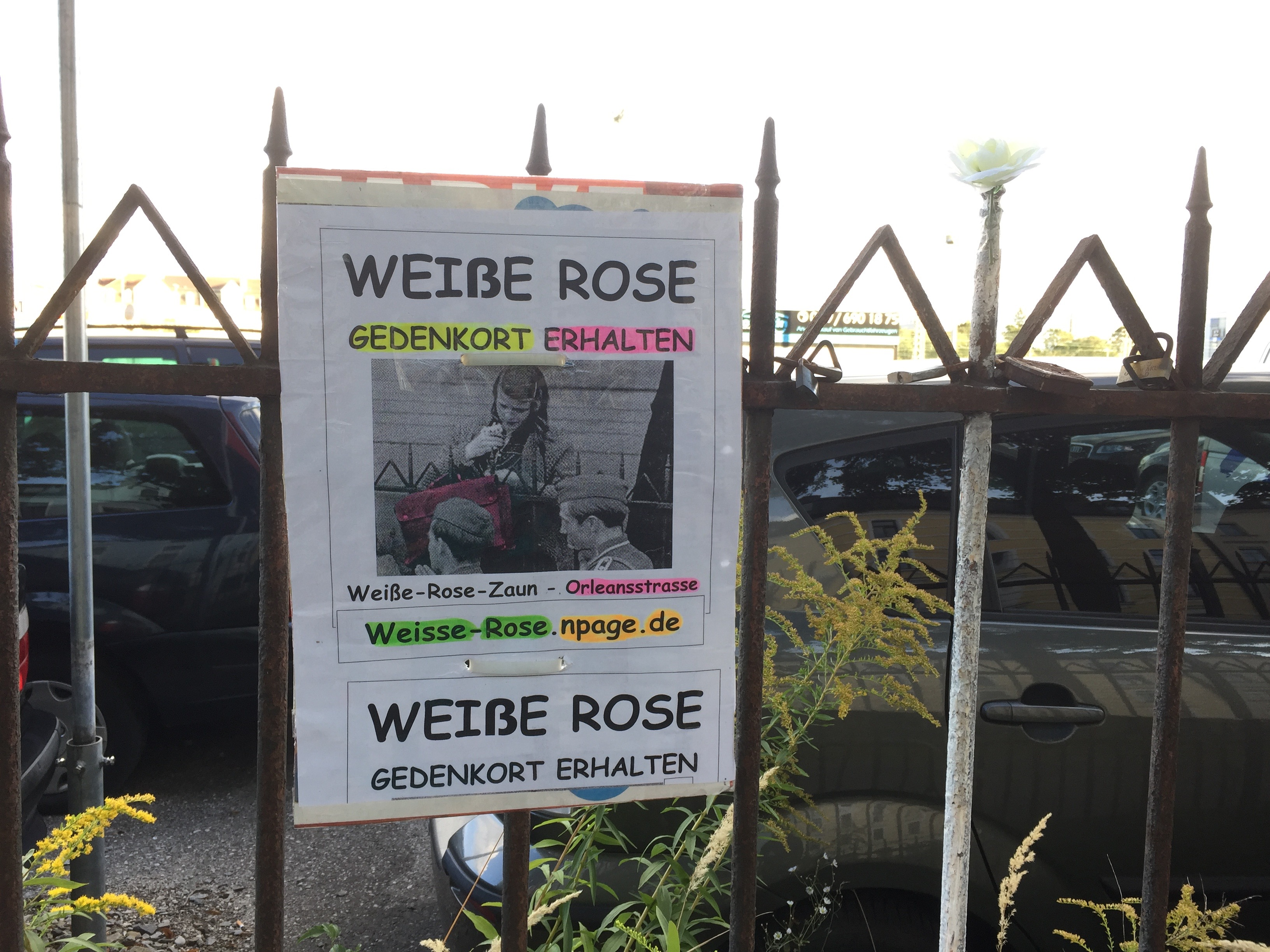
Plakat am Weiße-Rose-Zaun mit der Forderung, den Zaun zu erhalten (2017)
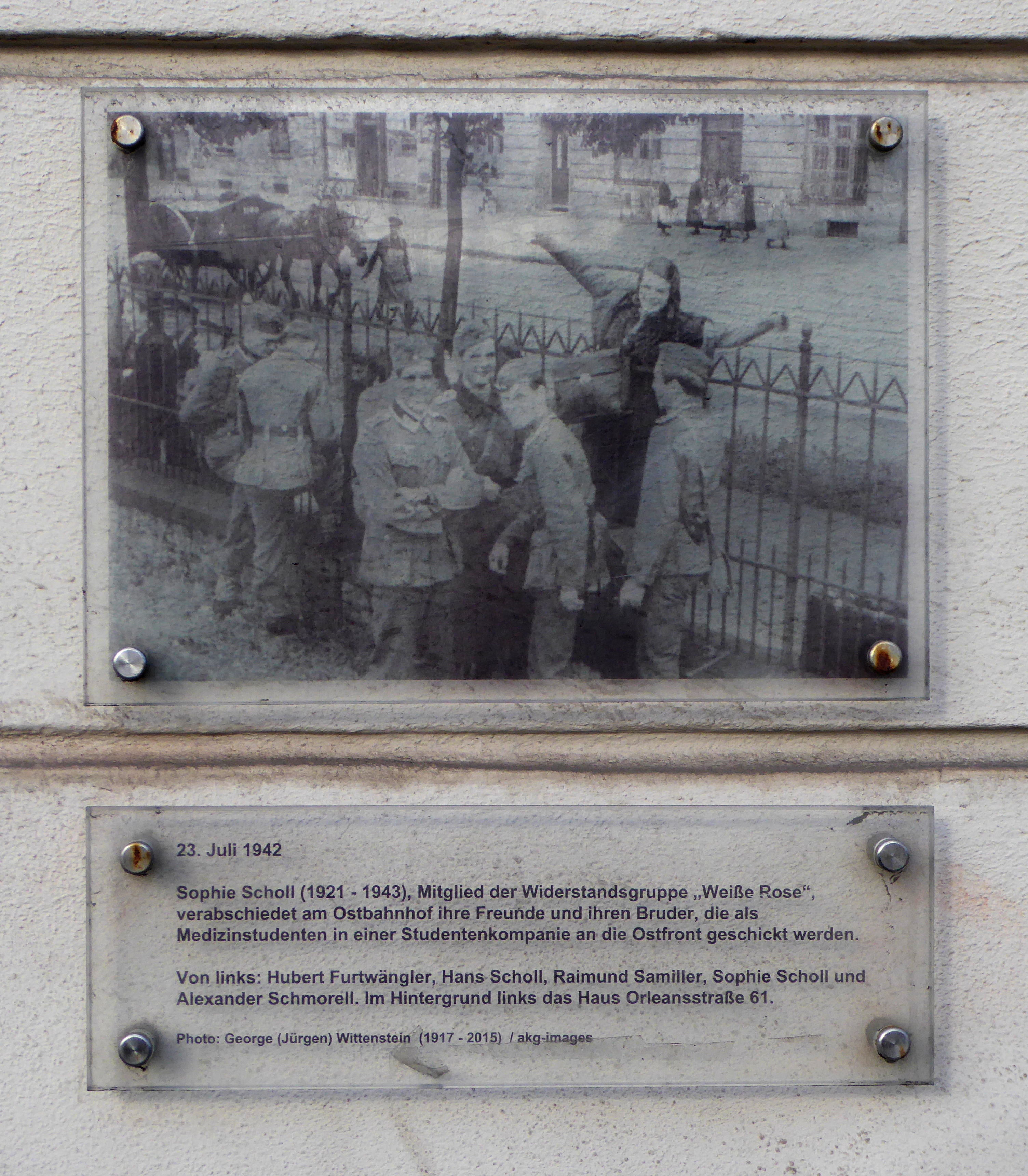
Gedenktafel am Haus Orleansstraße 61

### Fulda

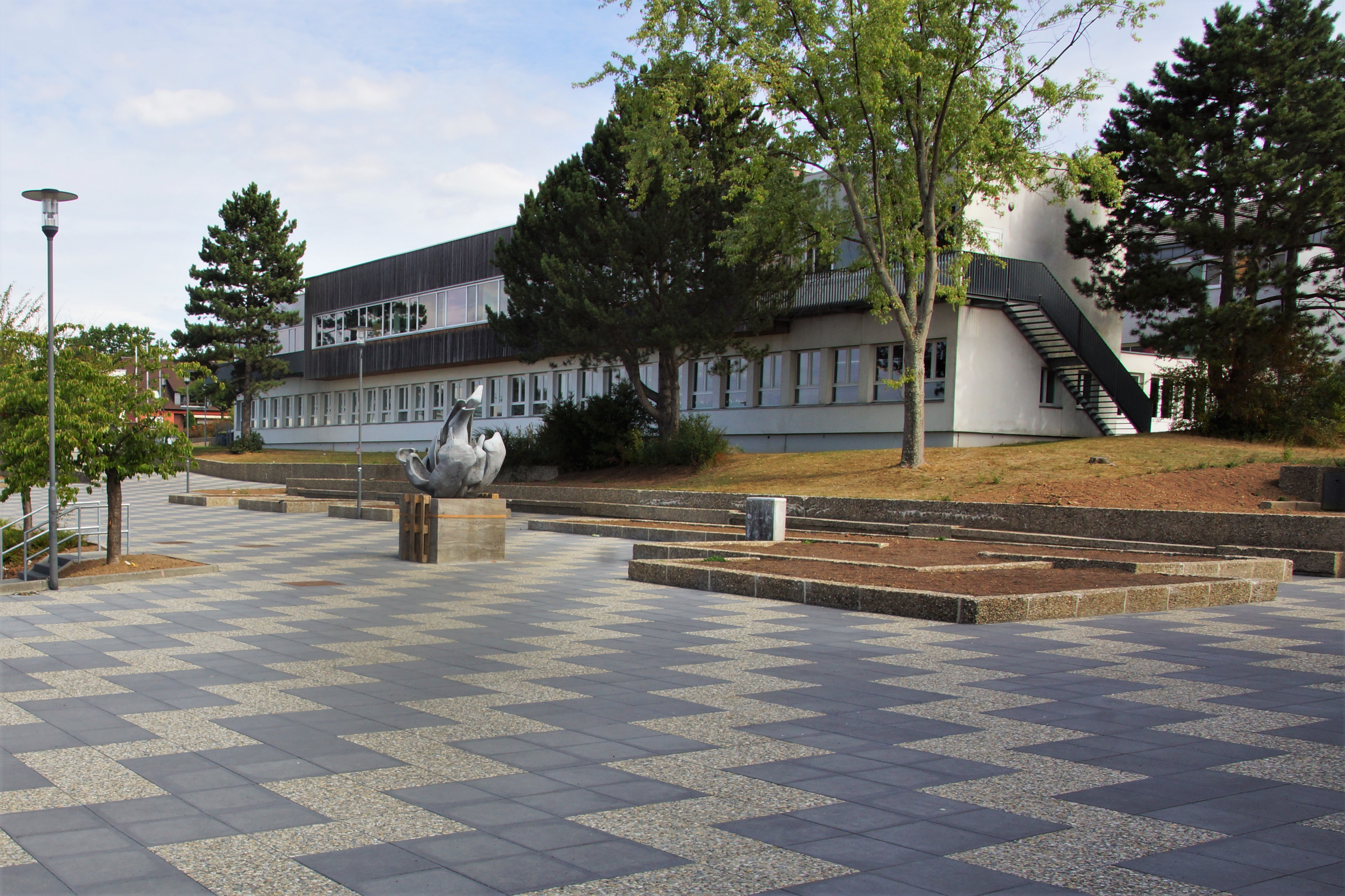
Platz der Weißen Rose in Fulda mit Denkmal, dahinter die Geschwister-Scholl-Schule

In Fulda gibt es seit Anfang der 1960er Jahre einen Platz der Weißen Rose mit einem Denkmal, dessen Gestaltung an eine Rose erinnert. Die Geschwister-Scholl-Schule und die St.-Paulus-Kirche sind unmittelbar benachbart. Der Platz wurde im Jahr 2018 saniert.

### Hamburg
Im Hamburger Stadtteil Volksdorf trägt seit 1977 eine Fußgängerzone den Namen „Weiße Rose“. Dort steht seit 1978 ein Mahnmal des Künstlers Franz Reckert, das an ermordete Mitglieder der Weißen Rose in München und der Weißen Rose Hamburg erinnern soll. Nach einem vorübergehenden Abbau wegen Bauarbeiten wurde das Denkmal im Jahr 2007 an einem zentraleren Ort in der Fußgängerzone wieder aufgebaut.

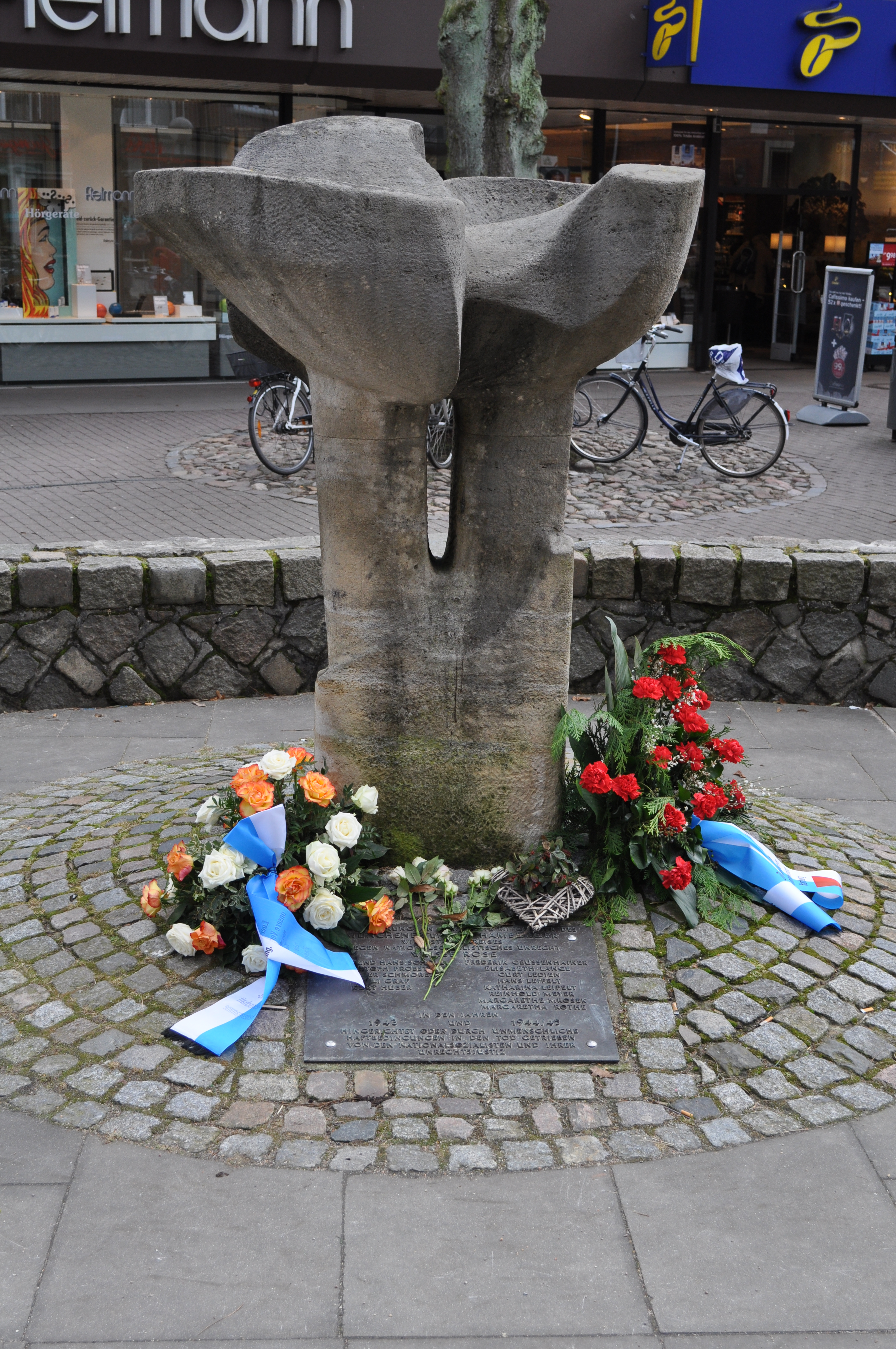
Denkmal in Hamburg-Volksdorf
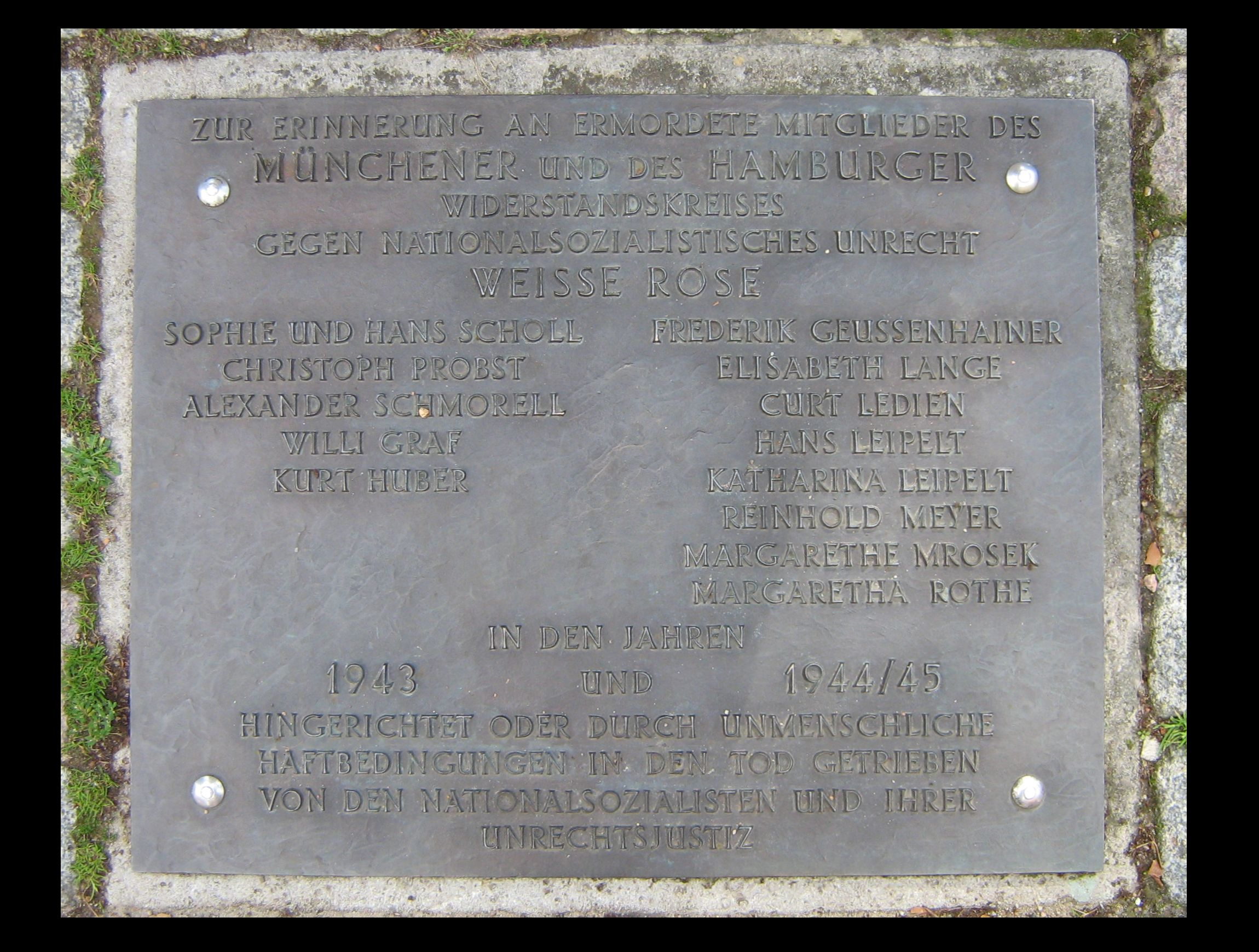
Gedenktafel am Boden vor dem Denkmal

### Marburg

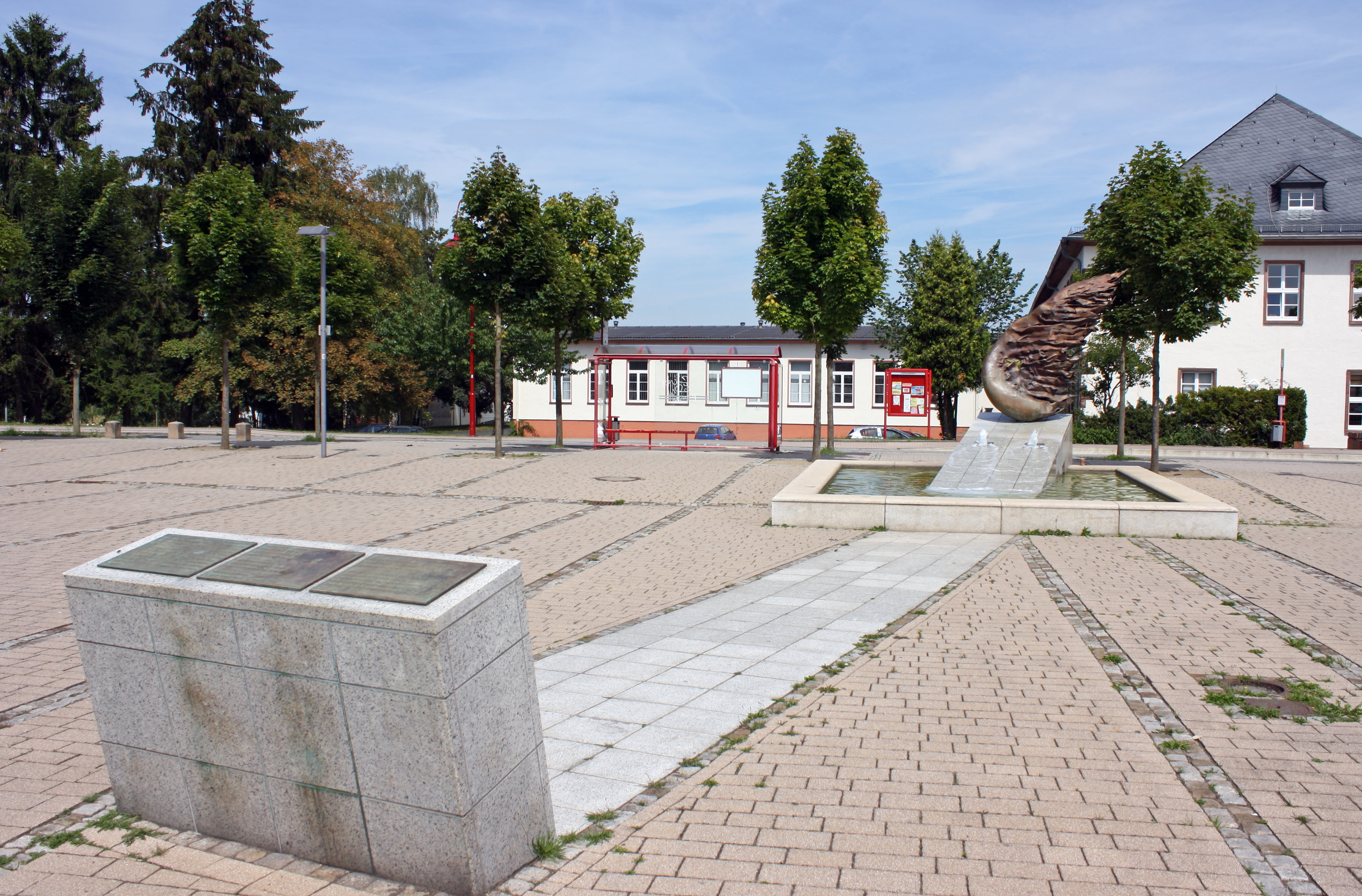
Denkmal auf dem Platz der Weißen Rose in Marburg, im Vordergrund die Gedenktafeln

Im Marburger Stadtteil Ockershausen wurde auf dem Gelände der ehemaligen Tannenbergkaserne der Platz der Weißen Rose mit einer Gedenkstätte gestaltet. Auf dem Platz befindet sich ein Brunnen mit einem abstrakten Denkmal auf einer Rampe. In einiger Entfernung steht eine Mauer mit Gedenktafeln. Der gepflasterte Weg dazwischen verläuft in der Richtung der Rampe. Der Brunnen, die Mauer und der Weg sind auch farblich als zusammengehörig zu erkennen.

### Ulm
Die Ulmer DenkStätte Weiße Rose befindet sich im EinsteinHaus der Ulmer Volkshochschule in der Ulmer Innenstadt. Hier ist eine Dauer- und Wanderausstellung mit dem Titel „wir wollten das andere“ – Jugendliche in Ulm 1933 bis 1945 zu sehen.
In der Ausstellung werden die aus Ulm stammenden Mitglieder der Weißen Rose porträtiert (Hans und Sophie Scholl, Franz J. Müller, Hans und Susanne Hirzel, Heinrich Guter) und darüber hinaus 22 Ulmer, die zwar nicht zur Weißen Rose gehörten, aber ebenfalls als Jugendliche Widerstand gegen den Nationalsozialismus leisteten oder sich dem Regime verweigerten.

## Ausstellungen
Dauerausstellungen sind an folgenden Orten zu sehen:
- DenkStätte Weiße Rose in München
- Justizpalast in München (siehe oben)
- Ulmer DenkStätte Weiße Rose: Ausstellung zum Ulmer Zweig der Weißen Rose
- Gedenkstätte Weiße Rose in Alexander Schmorells Geburtsort Orenburg, Russland: zweisprachige, deutsch-russische Ausstellung in der Pädagogischen Universität

## Vereine

### Weiße Rose Stiftung
Die Weiße Rose Stiftung e. V. in München wurde 1987 von Mitgliedern der Weißen Rose und Verwandten der hingerichteten Mitglieder als gemeinnütziger Verein gegründet. Die Geschäftsstelle befindet sich im Hauptgebäude der Ludwig-Maximilians-Universität. Ziel der maßgeblich spendenfinanzierten Weiße Rose Stiftung e. V. ist es, im In- und Ausland die Erinnerung an den Widerstand der Weißen Rose wach zu halten und Impulse für Toleranz und gegen Rassismus und Fremdenfeindlichkeit zu setzen. Die Weiße Rose Stiftung betreibt die Dauerausstellung in der DenkStätte Weiße Rose am Lichthof der Ludwig-Maximilians-Universität, bietet Führungen durch die Ausstellung an und verleiht Wanderausstellungen im In- und Ausland in acht Sprachen. Weitere Schwerpunkte ihrer Arbeit sind historisch-pädagogische Projekte mit Schulen und themenbezogene Veranstaltungen, etwa die jährlichen Weiße-Rose-Gedächtnisvorlesungen.

### Weisse Rose Institut
Das Weisse Rose Institut e. V. in München wurde im Mai 2003 von Angehörigen der Mitglieder der Widerstandsgruppe mit dem Ziel gegründet, die Leistung der Weißen Rose wissenschaftlich zu untersuchen und zu würdigen. Der Verein initiiert und fördert die Durchführung von Forschungsvorhaben.

## Benennungen nach der Weißen Rose

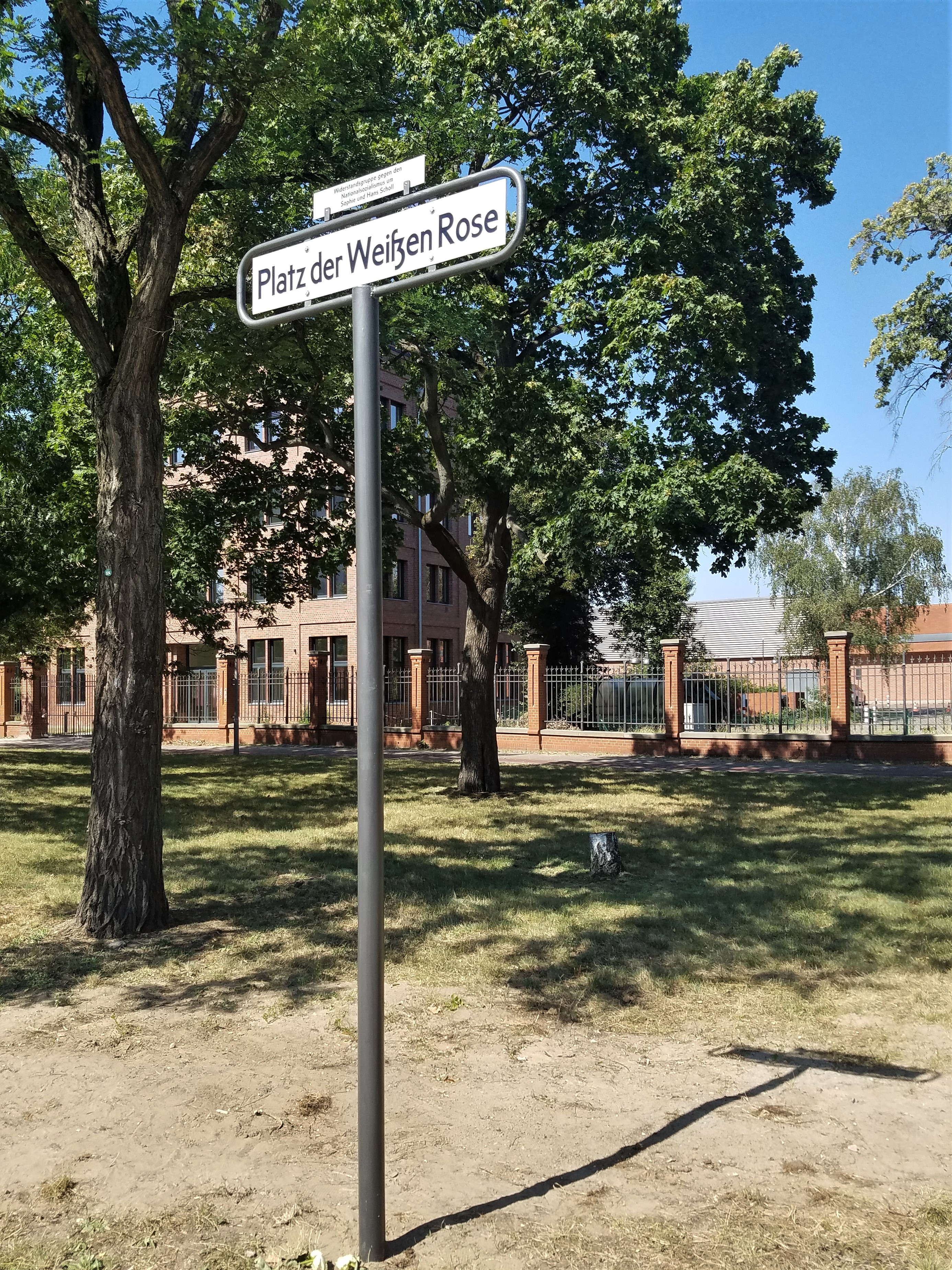
Platz der Weißen Rose, Berlin-Spandau

- Freimut Börngen entdeckte 1989 einen Asteroiden und benannte ihn nach der Weißen Rose, siehe (7571) Weisse Rose.
- Fußgängerzone „Weiße Rose“ in Hamburg (seit 1977), mit Denkmal (siehe Bilder oben).
- Platz der Weißen Rose in Fulda, mit Denkmal (siehe Bild oben).
- Platz der Weißen Rose in Marburg, mit Denkmal (siehe Bild oben).
- Platz der Weißen Rose in Berlin-Spandau (seit 2020): Auf Beschluss der Spandauer Bezirksverordnetenversammlung erhielt ein Platz im Ortsteil Wilhelmstadt diesen Namen. Der Platz befindet sich in unmittelbarer Nähe des Standorts des ehemaligen Kriegsverbrechergefängnisses Spandau, das 1987, nach dem Tod des letzten Häftlings Rudolf Heß, abgerissen worden war. Die Bezirksversammlung wollte mit der Benennung ein „deutliches Zeichen gegen nationalsozialistisches Gedankengut“ setzen.[26]
- Aktion „Weiße Rose“ in Dresden: Im Jahr 2005, anlässlich des 60. Jahrestages der Zerstörung der Stadt durch alliierte Luftangriffe auf Dresden im Jahr 1945, initiierte die Stadt die Aktion „Weiße Rose“. Diese wird seitdem am Jahrestag der Zerstörung Dresdens von Bürgern getragen und wirbt dafür, dass der Jahrestag des 13. Februars nicht von demokratiefeindlichen und menschenverachtenden Ideologien, Haltungen und Aktionen instrumentalisiert werden soll. Die weiße Kunstrose ist in Dresden ein Zeichen der Überwindung von Rassismus, Gewalt und Krieg.[27]
- In Paris erhielt eine neue Schule im Jahr 2016 den Namen Collège La Rose Blanche (sinngemäß „Weiße-Rose-Gymnasium“).[28]

## Würdigung einzelner Mitglieder
Die Mitglieder der Weißen Rose werden auch individuell gewürdigt. Hierzu wird auf die einzelnen Artikel verwiesen: Hans Scholl, Sophie Scholl, Kurt Huber usw. Nachfolgend werden einige Besonderheiten behandelt.

### Geschwister Scholl
Hans und Sophie Scholl werden zumeist gemeinsam als „Geschwister Scholl“ gewürdigt, insbesondere als Namensgeber. In Deutschland gibt es mehrere hundert Geschwister-Scholl-Straßen und mehrere Geschwister-Scholl-Plätze sowie über 100 Geschwister-Scholl-Schulen. Weitere Beispiele sind das Geschwister-Scholl-Institut der LMU München und der Geschwister-Scholl-Preis.
Nur selten werden statt „Geschwister“ beide Vornamen bei der Namensgebung verwendet, also „Hans und Sophie“ oder „Sophie und Hans“. Beispiele hierfür sind das Hans und Sophie Scholl-Gymnasium in Ulm bzw. die Sophie-und-Hans-Scholl-Schule in Wiesbaden.

### Willi Graf
1946 wurden Willi Grafs sterbliche Überreste nach Saarbrücken auf den Friedhof St. Johann überführt und ruhen seitdem in einem Ehrengrab. In der Nähe des Grabes wurde eine Gedenkstätte in Form eines kleinen Gebäudes eingerichtet. Darin finden sich Bilder und Zitate von Willi Graf und eine Zusammenfassung seiner Lebensgeschichte.

### Alexander Schmorell
In der russisch-orthodoxen Kirche im Ausland wird Alexander Schmorell als heiliger Märtyrer verehrt. Der Festakt zur Heiligsprechung fand am 4. Februar 2012 in der Münchner Kathedralkirche statt. Diese steht in direkter Nachbarschaft zum Friedhof am Perlacher Forst, in dem Alexander Schmorell sowie die Geschwister Scholl und Christoph Probst bestattet sind.
In Schmorells Geburtsort Orenburg gibt es seit 2004 ein Gedenkzentrum zur Weißen Rose in der Pädagogischen Universität und seit 2020 auch ein Alexander-Schmorell-Denkmal in Form einer Büste auf einem Sockel.

## In der DDR
In der Sowjetischen Besatzungszone und späteren Deutschen Demokratischen Republik wurden zahlreiche Straßen und Einrichtungen nach den Geschwistern Scholl benannt, obwohl die Gruppe einen christlichen Hintergrund hatte, während die DDR-Führung den kommunistischen Widerstand herausstellte. Die meisten Benennungen nach den Scholls erfolgten unmittelbar nach Kriegsende bis Anfang der 50er Jahre. Häufiger Initiator war die Vereinigung der Verfolgten des Naziregimes (VVN). Die VVN galt zwar in den Westzonen bzw. der frühen Bundesrepublik bald als kommunistisch unterwandert, betonte selbst aber ihre Überparteilichkeit und verstand es insbesondere in der Erinnerungs- sowie Gedenkarbeit, entgegen vielfältigen Vereinnahmungsversuchen durch die KPD/SED eine gewisse Eigenständigkeit zu wahren. Dies führte 1953 letztlich zum Verbot der VVN in der DDR.
Die Geschwister Scholl sollten insbesondere Kindern und Jugendlichen als gewissenhaftes und humanistisches Vorbild dienen, weshalb viele Schulen nach ihnen benannt wurden (so z. B. in Löbau, Freiberg, Sondershausen). In Leipzig wurde das ehemalige Gebäude der Handelshochschule 1948 in Geschwister-Scholl-Haus umgewidmet und dient seitdem der Universität als Sitz verschiedener Einrichtungen.
Im Zuge der Stalinisierung geriet die Vorliebe für die Geschwister Scholl und andere Protagonisten der Weißen Rose bei Namensgebungen in die Kritik. Der Leiter der Berliner VVN-Forschungsstelle Klaus Lehmann bezeichnete die häufigen Widmungen in einem Schreiben vom 6. Januar 1951 an Hermann Axen, Leiter der Abteilung Agitation und Propaganda des ZK der SED, als einen Hinweis auf das Agieren „reaktionärer Kräfte“. Die bisherigen Ehrungen der Gruppe stünden „in keinem Verhältnis zu ihrer Tätigkeit und schon gar nicht zu dem Kampf der proletarischen Widerstandskämpfer“. Stattdessen sollten vermehrt Widmungen nach Ernst Thälmann und anderen Kommunisten durchgeführt werden. Weitere Ehrungen blieben in der Folge weitgehend aus. Zu einer aktiven Dekanonisierung des christlich motivierten Widerstandes kam es jedoch nicht.

## Kulturelle Rezeption

### Konzertstück
- Hans Werner Henze: In memoriam: Die Weiße Rose. Doppelfuge für 12 Instrumente. Uraufführung am 16. März 1965 im Teatro Comunale di Bologna (Dirigent: Bruno Maderna).

### Opern, Theater, Musical
- 1967/68: Weiße Rose, Oper von Udo Zimmermann in acht Bildern. Libretto von Ingo Zimmermann.
- 1986: Weiße Rose, Kammeroper von Udo Zimmermann. Szenen für zwei Sänger und Instrumentalensemble. Libretto von Wolfgang Willaschek.
- 2008: Sophie Scholl – die letzten Tage, Theaterstück von Betty Hensel und Fred Breinersdorfer nach dessen Drehbuch. Uraufführung unter der Regie der Autorin am 28. Februar 2008 am Schauspielhaus Salzburg.
- 2018: Die Weiße Rose, Theaterstück von Petra Wüllenweber. Uraufführung am 11. Januar 2018 im Theater der Jugend in Wien.[36]
- 2023: Scholl – Die Knospe der Weißen Rose, Musical von Titus Hoffmann und Thomas Borchert.[37] Uraufführung am 14. April 2023 im Stadttheater Fürth.

### Filme
- 1971: Der Pedell, Regie: Eberhard Itzenplitz. Das fürs ZDF produzierte Fernsehspiel handelt von der Denunziation der Geschwister Scholl durch den Pedell der Münchner Universität.
- 1982: Die weiße Rose, Regie: Michael Verhoeven. Lena Stolze in der Rolle der Sophie Scholl und Wulf Kessler als Hans Scholl. Der Film erzählt die Geschehnisse von der Gründung der Widerstandsgruppe bis zur Verhaftung der Mitglieder.
- 1982: Fünf letzte Tage, Regie: Percy Adlon. Wiederum mit Lena Stolze als Sophie Scholl. Der Film zeigt die letzten Tage im Leben Sophie Scholls aus der Perspektive ihrer Mitgefangenen Else Gebel.
- 2002: Die kleine Schwester – Die weiße Rose: Ein Vermächtnis, Buch und Regie: Michael Verhoeven.
- 2005: Sophie Scholl – Die letzten Tage, Regie: Marc Rothemund, Drehbuch: Fred Breinersdorfer, Recherche: Ulrich Chaussy. Julia Jentsch als Sophie Scholl und Alexander Held als Robert Mohr. Der Film zeigt die letzten Tage im Leben der Sophie Scholl ab der Verhaftung durch die Gestapo. Bei der Berlinale 2005 wurde Marc Rothemund für diesen Film mit dem silbernen Bären für die beste Regie und Julia Jentsch als beste Hauptdarstellerin ausgezeichnet. Der Film wurde außerdem für den Oscar nominiert.
- 2008: Die Widerständigen – Zeugen der Weißen Rose, Buch und Regie: Katrin Seybold. Produktion: Katrin Seybold Film GmbH in Kooperation mit dem RBB. Der Dokumentarfilm kombiniert Zeitzeugengespräche mit noch lebenden Freunden und Geschwistern der Weiße-Rose-Mitglieder, in denen diese Personen berichten, wie sie die Flugblattaktionen unterstützten und wie sie die Verhöre bei der Gestapo sowie die Prozesse vor dem Volksgerichtshof erlebten, mit bisher unveröffentlichten Fotos, etwa von Tatorten, Gestapobeamten, Richtern und Henkern.

### Unterhaltungsmusik
- 1983: Die weiße Rose, Lied von Konstantin Wecker.[38]
- 1986: The White Rose, Lied der Maniacs.
- 2010: The White Rose, Lied von Serious-Music aus Duisburg (Musik, Vocal, Video) und dem US-Amerikaner Paul Dempsey (Lyrics).[39]

### Hörspiele
- 1993: Allen Gewalten zum Trotz sich erhalten. Die Geschichte der Weißen Rose. Ein Hörbild von Ulrich Chaussy. Kassetten-Edition 1993, TR-Verlagsunion München. Als CD-ROM für PC, Systhema Verlag, München 1995.
- 2006: Sophie Scholl – Das Verhör. Oskar Verlag. In diesem Hördokument werden die bisher unveröffentlichten Vernehmungsprotokolle ungekürzt nachgesprochen. Sprecher: Anna Clarin (Sophie Scholl) und Konstantin Wecker (Robert Mohr).
- 2007: Harter Geist und weiches Herz. Das intellektuelle Umfeld der Weißen Rose. Hörbuchverlag auditorium maximum. Eine Hörcollage von Barbara Ellermeier über die Auseinandersetzung der Weißen Rose mit philosophischen und theologischen Themen und über das Umfeld der Weißen Rose.
- 2012: Wagnis Weiße Rose. Dokumentarhörspiel in zwei Teilen: Es lebe die Freiheit! und Ihr Geist lebt weiter. Katrin Seybold, Michael Farin, BR.